# Ка ди Капри (Верона)
Ка ди Капри је насеље у Италији у округу Верона, региону Венето.
Према процени из 2011. у насељу је живело 42 становника. Насеље се налази на надморској висини од 99 м.